# 长春邮电学院

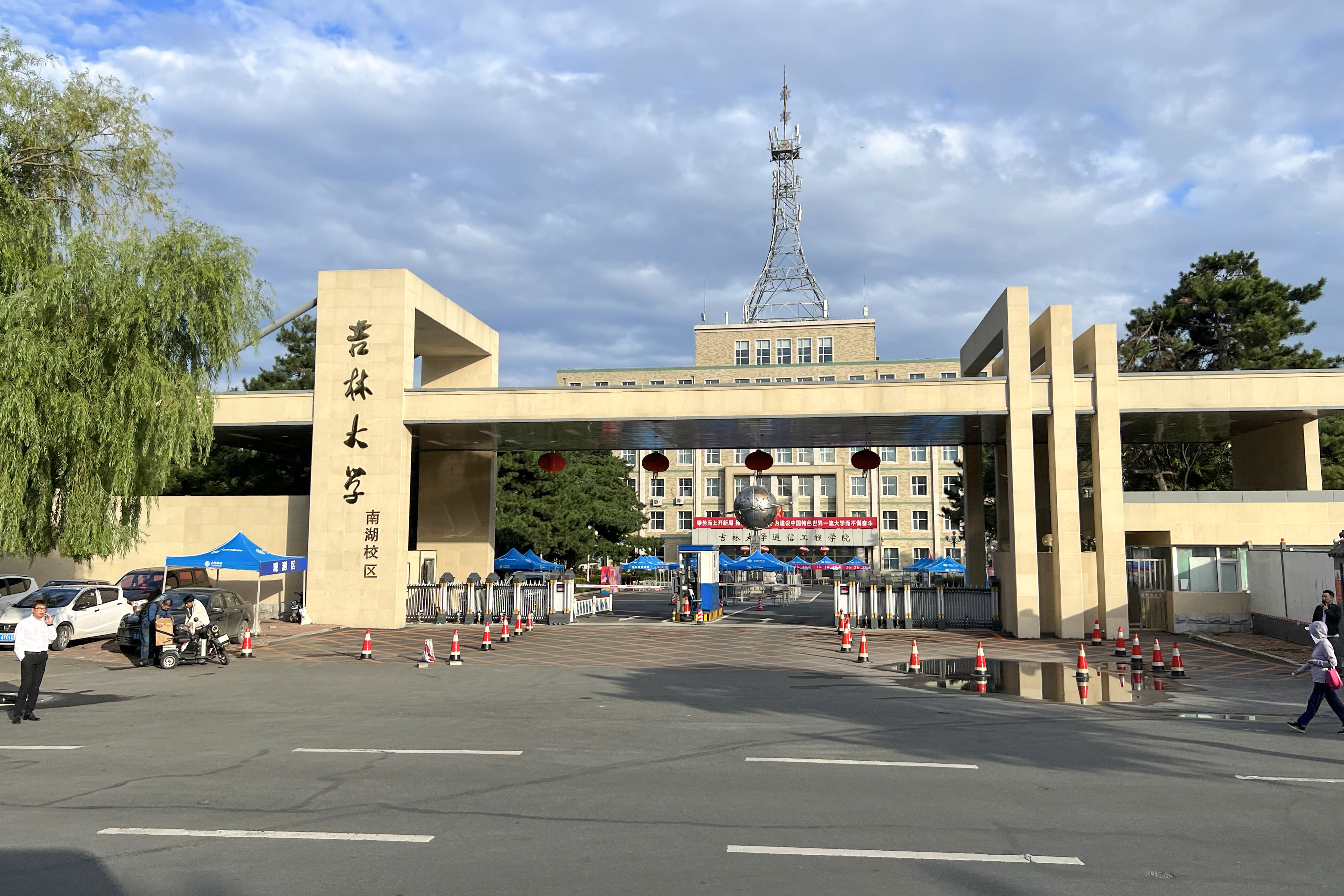
长春邮电学院校址（南湖大路5372号）现为吉林大学南湖校区

长春邮电学院曾是中国东北地区唯一一所信息通信类工科高等学校，2000年并入吉林大学。

長春郵電學院隸屬郵電部，其前身是1947年創建的東北郵電學校。

## 校史
1947年3月10日，東北郵電管理總局在黑龍江省佳木斯市創建了東北郵電學校，首任校長由東北郵電管理總局局長兼任。1947年冬，學校遷到哈爾濱。1948年10月，遷至長春。
1949年3月，成立了東北交通專門學校。9月，改建為東北郵電高級職業學校。1951年4月，又改為東北郵電學校。1953年4月，更名為長春郵電學校。1955年4月，改名為郵電部長春電信學校。
1960年4月，郵電部決定在長春電信學校的基礎上成立長春郵電學院。1963年9月，復名為長春郵電學校。1969年7月，改名為吉林省郵電學校。1973年3月，再次更名為長春電信學校。1973年7月，復名為長春郵電學校。1979年1月，長春郵電學校改建為長春郵電學院。
2000年6月12日，长春邮电学院与原吉林大学、吉林工业大学、白求恩医科大学、长春科技大学合并组建新的吉林大学。

## 歷任領導
歷任領導名單如下：

### 歷任校長
| 校名                 | 職稱 | 姓名   | 任期            |
| -------------------- | ---- | ------ | --------------- |
| 東北郵電學校         | 校長 | 陳先舟 | 1947.03—1949.03 |
| 東北交通專門學校     | 校長 | 古大存 | 1949.03—1949.09 |
| 東北郵電高級職業學校 | 校長 | 張雁翔 | 1949.09—1951.04 |
| 東北郵電學校         | 校長 | 周元亮 | 1951.04—1954.05 |
| 長春郵電學校         | 校長 | 郭繼姜 | 1955.03—1960.04 |
| 郵電部長春電信學校   | 校長 | 郭繼姜 | 1955.03—1960.04 |
| 長春郵電學院         | 院長 | 郭繼姜 | 1960.04—1963.09 |
| 長春郵電學校         | 校長 | 張善堂 | 1963.09—1966.06 |
| 吉林省電信學校       | 校長 | 白羽翔 | 1971.05—1979.05 |
| 長春電信學校         | 校長 | 白羽翔 | 1971.05—1979.05 |
| 長春電信學校         | 校長 | 白羽翔 | 1971.05—1979.05 |
| 長春郵電學院         | 院長 | 張亞平 | 1979.05—1983.12 |
| 長春郵電學院         | 院長 | 胡士琪 | 1983.12—1987.06 |
| 長春郵電學院         | 院長 | 戴玉琢 | 1988.02—1990.12 |
| 長春郵電學院         | 院長 | 王植槐 | 1990.12—1996.07 |
| 長春郵電學院         | 院長 | 戴玉琢 | 1996.07—1998.03 |
| 長春郵電學院         | 院長 | 孫慕騫 | 1998.03—2000.06 |

### 歷任黨委書記
| 校名           | 職稱     | 姓名   | 任期            |
| -------------- | -------- | ------ | --------------- |
| 長春郵電學院   | 黨委書記 | 郭繼姜 | 1963.04—1964.02 |
| 長春郵電學校   | 黨委書記 | 李浩然 | 1964.02—1966.06 |
| 吉林省電信學校 | 黨委書記 | 李悅山 | 1970.09—1973.09 |
| 長春電信學校   | 黨委書記 | 李悅山 | 1970.09—1973.09 |
| 長春電信學校   | 黨委書記 | 白羽翔 | 1973.09—1977.10 |
| 長春郵電學校   | 黨委書記 | 邊立有 | 1977.10—1980.02 |
| 長春郵電學院   | 黨委書記 | 張亞平 | 1980.02—1983.12 |
| 長春郵電學院   | 黨委書記 | 戴玉琢 | 1983.12—1998.03 |
| 長春郵電學院   | 黨委書記 | 孫慕騫 | 1998.03—2000.06 |